# Bedlington Terriers FC
El Bedlington Terriers FC es un equipo de fútbol de Inglaterra que juega en la Northern League Division Two.

## Historia
Fue fundado en el año 1949 en la ciudad de Bedlington con el nombre Bedlington Mechanics. Se unieron a la Northumberland Miners Welfare League y fueron campeones de la Sección Norte en 1951-1952. Posteriormente el club pasó a la Northern Combination y ganó la Northumberland Minor Cup en 1953–54. Fueron campeones de Northern Combination la temporada siguiente. Se unieron a la Alianza del Norte en 1955, y entraron en la Copa FA por primera vez en 1959.
El club se disolvió en 1963, pero fue refundado como Bedlington Colliery Welfare en 1965, y se reincorporó a Northern Alliance. Fueron campeones de liga y ganadores de la Copa de la Liga en 1966–67, y fueron subcampeones la temporada siguiente y nuevamente en 1969–70 y 1971–72, además de ganar la Copa de la Liga nuevamente en 1969–70.
Después de dejar Northern Alliance al final de la temporada 1978–79 el club pasó la temporada 1979–80 en la Tyneside Amateur League como Bedlington United, antes de reincorporarse a Northern Alliance como Bedlington Terriers en 1980. En 1982 fueron miembros fundadores de la nueva División Dos de la Liga Norte. Terminaron como subcampeones en 1984–85, ganando el ascenso a la Primera División. Después de terminar como subcampeones en su primera temporada en la División Uno, la temporada siguiente los vio terminar en la parte inferior de la tabla, lo que resultó en el descenso a la División Dos.
Bedlington ganó la División Dos en 1993–94, obteniendo el ascenso a la División Uno. Esto inició la era más exitosa en la historia del club, ya que terminaron como subcampeones en 1995–96, y también ganaron la Copa de la Liga y la Copa Northumberland Senior. Luego ganaron cinco títulos de liga consecutivos entre 1997–98 y 2001–02. También llegaron a la primera ronda de la Copa FA por primera vez en 1998-1999, y después de vencer al equipo de Segunda División Colchester United FC por 4-1 frente a una multitud récord de 2400, avanzaron a la segunda ronda donde perdieron 0-2 ante el Scunthorpe United FC. La misma temporada los vio llegar a la final de la FA Vase, perdiendo finalmente 1-0 ante el Tiverton Town FC en el estadio Wembley. Alcanzaron las semifinales de FA Vase nuevamente en 2000-01 y 2004-05, pero fueron derrotados por Berkhamsted Town FC y AFC Sudbury respectivamente. Durante este período, el club también volvió a ganar la Northumberland Senior Cup en 1997–98, 2001–02 y 2003–04 y la Copa de la Liga en 2000–01.
Después de su racha de títulos de liga, el Bedlington terminó como subcampeón en la División Uno en 2002-03 y 2005-06, pero el club luego sufrió dificultades financieras, terminando tercero desde abajo en 2006-07. En 2010, el club recibió el patrocinio del multimillonario estadounidense Robert E. Rich Jr. después de que su esposa descubriera vínculos ancestrales con la ciudad y comprara el título de Lord Bedlington. La inversión de Rich incluyó la compra de un marcador electrónico de 30 000 libras esterlinas y la colocación de un nuevo campo, así como la financiación de una gira del club a los Estados Unidos, con un partido amistoso contra el FC Buffalo llamado "Copa Lord Bedlington". Esto llevó a la BBC a transmitir un programa sobre la historia en 2012 bajo el título Mr Rich and the Terriers.
En 2015-16 el club terminó último en la División Uno y fue relegado a la División Dos.

## Logros
- Northern League Division One: 5

1997–98, 1998–99, 1999–2000, 2000–01, 2001–02
- Northern League Division Two: 1

1993–94
- Northern League Cup: 2

1996–97, 2000–01
- Northern Alliance: 1

1966–67
- Alliance League Cup: 2

1966–67, 1969–70
- Northern Combination: 1

1954–55
- Northumberland Miners Welfare League North: 1

1951–52
- Northumberland Senior Cup: 4

1996–97, 1997–98, 2001–02, 2003–04
- Northumberland Minor Cup: 1

1953–54

## Récords
- Mejor participación en la FA Cup: Segunda ronda, 1998–99
- Mejor participación en la FA Trophy: Tercera clasificatoria, 1986–87
- Mejor participación en la FA Vase: Finalista, 1998–99
- Asistencia record: 2400 vs Colchester United, Primera Ronda FA Cup, 1998–99[1]
- Goleador Histórico: John Milner[1]